# Peter Hoekstra
Peter Martin Hoekstra (Assen, 4 april 1973) is een Nederlands voormalig voetballer die als linksbuiten speelde. Hij speelde vijf interlands voor Oranje.

## Carrière als voetballer

### PSV
Hoekstra begon zijn carrière bij ACV Assen waar hij werd gesignaleerd door de scouts van PSV, waar hij, als bewoner van het internaat, alle jeugdelftallen doorliep. Hoekstra stond als groot talent te boek en speelde van 1991 tot 1996 90 wedstrijden voor PSV, waarin hij 21 keer doel trof. Hij speelde meestal op de linkerflank en leek af te stevenen op een vaste basisplaats. In het seizoen 1994-1995 verloor hij echter definitief zijn concurrentiestrijd met Boudewijn Zenden.

### Ajax
Toen Ajax zich begin 1996 meldde bij PSV met de interesse voor Hoekstra, dan wel Boudewijn Zenden, als vervanger voor de geblesseerde Marc Overmars en Martijn Reuser, besloot PSV Hoekstra de transfer te gunnen. Hoekstra zelf was dolgelukkig dat Louis van Gaal hem in 1996 naar Ajax wilde halen. Hij debuteerde in de uitwedstrijd tegen Willem II (1-0) en werd hierna ook vrij snel daarop geselecteerd voor het Nederlands elftal.
In totaal speelde Hoekstra 84 wedstrijden in het eerste elftal van Ajax, waarvan 68 in de competitie, maar een basisplaats wist hij, mede door blessureleed, niet te veroveren. Aan het begin van het seizoen 1999/2000 liet Ajax-trainer Jan Wouters weten voor hem geen plaats meer te hebben in de A-selectie.
Omdat Hoekstra bij Ajax weinig perspectief op een basisplaats werd geboden, koos hij ervoor om verhuurd te worden. In de seizoenen 1999/2000 en 2000/2001 werd hij uitgeleend aan respectievelijk SD Compostela en FC Groningen. Beide periodes verliepen zonder veel succes en in het seizoen 2001/2002 werd hij dan ook verkocht aan Stoke City, dat destijds uitkwam in de tweede Engelse Divisie.

### Stoke City
Bij Stoke was Hoekstra, met zijn ervaring en goede overzicht, een gewaardeerd lid van de selectie. Hij speelde een groot aantal wedstrijden, maar moest ook veel verstek laten gaan door blessures. In 2004 beëindigde hij dan ook al op 31-jarige leeftijd zijn carrière.

### Nederlands Elftal
Hoekstra maakte zijn debuut voor het Nederlands voetbalelftal op 24 april 1996 in Stadion Feijenoord in een vriendschappelijke wedstrijd tegen Duitsland (0-1). Hij maakte daarna ook deel uit van de selectie van Guus Hiddink die bij Europees kampioenschap voetbal 1996 de kwartfinales zouden bereiken. Hij kwam in de poulewedstrijden tegen Zwitserland en Engeland in actie, om vervolgens nooit meer voor Oranje te spelen.

### Statistieken
| Seizoenen       | Club              | Wedstrijden | Doelpunten | Competitie                                       |
| --------------- | ----------------- | ----------- | ---------- | ------------------------------------------------ |
| 1990/91-1995/96 | PSV               | 90          | 21         | Eredivisie                                       |
| 1995/96-1999/00 | Ajax              | 68          | 14         | Eredivisie                                       |
| 1999/00         | → SD Compostela   | 21          | 0          | Segunda División A                               |
| 2000/01         | → FC Groningen    | 14          | 1          | Eredivisie                                       |
| 2000/01-2003/04 | Stoke City        | 87          | 12         | Football League One Football League Championship |
|                 | Nederlands elftal | 5           | 0          |                                                  |
| Totaal          | Totaal            | 285         | 48         |                                                  |

## Carrière als trainer
Peter Hoekstra trad per 1 juli 2007 in dienst als jeugdtrainer bij FC Groningen, onder hoofdcoach Ernest Faber fungeerde hij tevens als assistent-trainer van de A-selectie, zo ook onder diens opvolger Danny Buijs. Vanaf het seizoen 2019/2020 is Hoekstra coach van de O19 van FC Groningen.